# 卡里古拉 (遊戲)
《卡里古拉》是Aquria為PlayStation Vita平台所開發的一款電子角色扮演遊戲，於2016年6月由FuRyu在日本發行。
重製版《卡里古拉：過量強化》（Caligula Overdose）在2018年5月17日於PlayStation 4平台發售，之後又陸續移植至任天堂Switch與Windows（Steam）。另外該重製版在PS4、Switch與Windows平台皆有推出繁簡中文版。

## 玩法
《卡里古拉》的遇敵方式是觸發式的，而戰鬥是以回合制為主。

## 劇情
《卡里古拉》是設定在一個稱作「莫比烏斯」虛擬世界。在莫比烏斯，人們不必承受現實世界中的痛苦，並且可以享受虛擬世界的高中生活。身處在此世界中的主角意識到他們事實上是生活在虛擬世界中。因此他創設了「歸宅部」，目的為逃離莫比烏斯以及監視這個世界的程式「μ」。逃離過程中，「歸宅部」不免與「樂士」對抗。身為「μ」的支持者的團體「樂士」視「歸宅部」為背叛者。

## 登場角色

### 歸宅部
主角（聲：澤城千春（男）、澤城美雪（女））
莫比烏斯内的年齡：17歲
莫比烏斯裡的吉志舞高校二年級生，歸宅部第二任部長。
《过量强化》内玩家可以选择女性的主角，剧情、对话相对做出变更。特征为黄色短发以及假小子一般的气质。
其Cartharsis Effect为两把巨大的手枪。
在战斗中擅长使用枪斗术打击对手。
式島律（聲：澤城千春、岡本信彥（現實））
動畫版的主角。總是在讀心理學的書，因經常向友人發表心理學的言論而被稱為「式島教授」。
以逃出莫比烏斯為目的的社團“歸宅部”的部長，儘管他是最後一個加入的。
自结成以來，一直停滯不前的歸宅部的活動，從他加入之後開始迅速展開。
然而現實中的式島是一個優秀的程式工程師，但有嚴重的溝通障礙。
莫比烏斯中的形象是借用自一起開發μ和亞莉亞的同事橘慎吾（聲：澤城千春）。
佐竹笙悟（聲：武内駿輔）
莫比烏斯内的年齡：18歲
現實的年齡：30歲
遊戲中為歸宅部前任部長，動畫版為召集人，睡眼惺忪的狀態是他特點。
平時一副無精打采的樣子，其眼神的深處有著深深的絕望，並蘊藏著強大意志在其中。
屬於部内的大哥一樣的角色。
其Cartharsis Effect是雙手嵌套着枷鎖的痛苦模樣。
在戰鬥之中，以手持巨大的手槍作為大範圍的攻擊者而活躍。
峯澤維弦（聲：梅原裕一郎、前野智昭（僅動畫TV版9-12話））
莫比乌斯内的年龄：17岁
以端正的外貌而出名。不喜欢和他人接触，对他人没有任何兴趣与关心的美少年。
虽然知道莫比乌斯是一个虚拟世界的事情，但是拒绝加入归宅部，而是选择自己去寻找出去的方法。
其Catharsis Effect为左脸变成如同被假面覆盖一般的模样，手持类似西洋剑那样的武器。
战斗中为近距离的攻击手，不擅长防御，有着特化连击的性能，条件凑齐时可以发动怒涛的乱舞攻击。
柏葉琴乃（聲：村川梨衣）
莫比乌斯内的年龄：18岁
清纯带有一些成熟感觉的治愈系美少女。
外表看起来有些大小姐风范，时不时还会流露出些许诱惑气味，在男性间有着非常高的人气。
在归宅部中，属于大姐姐一样的存在。
她的Catharsis Effect模样看起来像是天使的羽毛。
战斗中以弓状的武器作战，由于擅长从远距离处发动攻击，所以无论自己位置在哪都可以轻松发动连击。
守田鳴子（聲：小澤亞李）
莫比乌斯内的年龄：17岁
好奇心旺盛而且属于八卦达人，拥有活泼可爱气质的高二学生。
在与周围人对话的同时可以以不同的话题内容在SNS上进行高速的信息发送，多线操作达人。
鸣子的Catharsis Effect为可将所有物变化，将爱用的背包变质化后，出现两把可以随意操作的刀具。
战斗时为远近皆可的狡猾型。
篠原美笛（聲：高橋李依）
莫比乌斯内的年龄：16岁
清爽的短发大大的眼睛，开朗并且胆子很大的少女。
喜欢吃生奶油和巧克力螺壳面包，吃和笑是她的特点所在。
在女性阵容中是气氛制造者，和神乐铃奈的关系非常好。
其Catharsis Effect是覆盖住口部的器具。
在战斗之中能够积极发挥卓越的运动神经。
神樂鈴奈（聲：田中美海）
莫比乌斯内的年龄：16岁
时常表露出内心有一种不安感觉的安静女孩子。
与谈话对方对视的时候会有些不擅长，尽管个性脆弱，不过一旦决定要做什么的话就算哭着也会坚持到底。
在感到恐慌的时候就会发出让人不得不紧紧捂住耳朵那种程度的大叫声。
其Catharsis Effect为戴着能将脸遮住的黑色巨大帽子，将她温柔的表情与视线隐藏起来。
战斗中为攻击手兼回复役，在队伍中非常安定的存在。
巴 鼓太郎（聲：細谷佳正）
莫比乌斯内的年龄：18岁
与他大块头的体格不符，其实是一个非常阳光的少年。
不会对遇到困难的人坐视不理，喜欢的词语是“友爱”，尊敬的人是“父亲”，将来的梦想是做一名救援队员。
基本来说是一个很不错的男孩子。
发动武器Catharsis Effect后，双臂的变化使得原本就很魁梧的身躯显得更加庞大，可将攻击的敌人打飞，然后由伙伴再连携发动攻击。
天本 彩聲（聲：長繩麻理亞）
莫比烏斯内的年齡：17歲
《过量强化》新增角色。
作为莫比乌斯里归宅部的新成员，她比归宅部里的其他人更想尽快回到现实世界。
表面上冷静、和气，但却经常饱受厌男症困扰，当有男人接近她时就会极度恐慌。为此，归宅部绝大部分成员都会帮她尽量克服厌男症。
其Catharsis Effect为大型的盾状电击枪，头上亦长有发电的角。
在战斗中使用电击，让敌人动弹不得。
琵琶坂 永至（聲：赤羽根健治）
莫比烏斯内的年齡：18歲
《过量强化》新增角色。
早已察觉到莫比乌斯并非真实世界，于是决定跟着归宅部一起行动。
表面上，他友好、成熟、乐善好施，所作所为如同绅士一般。然而，随着其Catharsis Effect的觉醒，他疯狂、病态的另一面正向归宅部逐步显现……
其Catharsis Effect为手杖变形而成的长鞭，嘴里的舌头亦会变黑而带刺。
在战斗中利用鞭击及控火术给敌人施加极刑。

### μ、樂士
Lucid（聲：澤城千春（男）、澤城美雪（女））
《过量强化》新增・樂士路線主角。
鍵P（聲：蒼井翔太）
甜P（聲：新田恵海 ）
少年人偶（聲：花守由美里）
米蕾伊（聲：中村繪里子）
帥P（聲：齊藤壯馬）
影刃（聲：内田雄馬）
thorn（聲：大坪由佳）
樂士的領頭。
wicked
梔子（聲：茜屋日海夏）
《过量强化》新增角色，特征是脸上的一副防毒面具，受火灾造成创伤的影响，只能通过呼吸器说话。
Stork（聲： 仲村宗悟）
《过量强化》新增角色，人如其名，特征为丹顶鹤外貌的面具。

### μ、亞莉亞
μ（Myu，聲：上田麗奈）
原本是只会将用户输入的音声数据歌唱出来的语音软件。
在演唱人们创作的乐曲时一点点地萌生自我，为了拯救在现实中苦恼的人类，创造出了青春永驻的世界“莫比乌斯”。
为了使大家幸福，带着从未消失的笑容在莫比乌斯中来回穿梭。
亞莉亞（聲：下田麻美）
和μ同期制作的虚拟偶像。
相对单纯无垢而可爱的μ而言，具有明朗、容易亲近的性格。
由于莫比乌斯内μ的力量过于强大，所以不能保持原来的样子，变成了像小人一样的形象。
为了阻止μ，给予了主人公们战斗的的力量。

### 其他
水口 茉莉繪（聲：渕上舞）
名取（聲：河崎文亮）
日向
《过量强化》新增角色
田所（聲：杉田智和）
《过量强化》新增角色

## 開發
《卡里古拉》的腳本負責人里見直過去曾參與女神異聞錄系列的前三作：《女神異聞錄 Persona》，《Persona 2 罪 INNOCENT SIN》以及《Persona 2 罰 ETERNAL PUNISHMENT》。主題曲《idolatry -アイドラトリィ-》是由中村繪里子，新田恵海以及大坪由佳所組的音樂團體RePLiCA所唱。開發者對《卡里古拉》定義為「次世代青少年學園角色扮演遊戲」，著重在於現代病理学與創傷。

## 相關產品

### 專輯CD
《卡里古拉》的預約版將包含專輯CD。
專輯曲目如下：
1. 主題歌：idolatry
主唱：RePLiCA (中村繪里子、新田恵海、大坪由佳)
作詞：RUCCA（日语：RUCCA）
作曲・編曲：岩橋星實 (Elements Garde)
2. Peter Pan Syndrome
主唱：μ (CV：上田麗奈)
填詞、作曲・編曲：40mP
3. Tokimeki * Riberie
主唱：μ (CV：上田麗奈)
填詞、作曲・編曲：OSTER project
4. 獨創性Incident
主唱：μ (CV：上田麗奈)
填詞、作曲・編曲：PolyphonicBranch
5. Sadistic Queen
主唱：μ (CV：上田麗奈)
填詞、作曲・編曲：蝶蝶P
6. 天使之歌
主唱：μ (CV：上田麗奈)
填詞、作曲・編曲：亞沙（日语：亜沙）
7. sin
主唱：μ (CV：上田麗奈)
填詞、作曲・編曲：164
8. Cosmo Dancer
主唱：μ (CV：上田麗奈)
填詞、作曲・編曲：YM
9. Distorted†Happiness
主唱：μ (CV：上田麗奈)
填詞、作曲・編曲：cosMo@暴走P
10. Orbit
主唱：μ (CV：上田麗奈)
填詞、作曲・編曲：Mikito P

### 電視動畫

#### 主題曲
片頭曲
填詞、作曲：ヨシダタクミ，編曲：アオヤマイクミ，主唱：式島律（澤城千春）、佐竹笙悟（武内駿輔）
片尾曲（第2 - 11話）
填詞、編曲：RegaSound，作曲：宮一雄介、姜藝利、RegaSound，主唱：柏葉琴乃（村川梨衣）、守田鳴子（小澤亞李）、篠原美笛（高橋李依）、神樂鈴奈（田中美海）
插入曲
（第1、2、5、6、12話）
填詞、作曲：坪田修平，編曲：RegaSound，主唱：μ（上田麗奈）
第12話做片尾曲使用。
（第1、2話）
填詞、作曲：40mP，編曲：no_my，主唱：μ（上田麗奈）
（第2話）
填詞、作曲：みきとP，編曲：草野よしひろ，主唱：μ（上田麗奈）
（第3話）
填詞、作曲：OSTER project，編曲：Funta7，主唱：μ（上田麗奈）
（第4話）
填詞、作曲：PolyphonicBranch，編曲：RegaSound，主唱：μ（上田麗奈）
（第4話）
填詞：海因里希·海涅，譯詞：近藤朔風，作曲：弗里德里希·西爾歇爾，編曲：今泉洋，主唱：神樂鈴奈（田中美海）
（第5話）
填詞、作曲：蝶々P，編曲：TAKT，主唱：μ（上田麗奈）
（第6、12話）
填詞：Mitsu，作曲：坪田修平，編曲：RegaSound，主唱：μ（上田麗奈）
（第6話）
填詞：高瀨愛虹，作曲：澄田伸也，編曲：華原大輔，主唱：μ（上田麗奈）
（第8話）
填詞、作曲： 亜沙，編曲：HoneycomeBear_Monkey，主唱：μ（上田麗奈）
（第9話）
填詞、作曲：164，編曲：RegaSound，主唱：μ（上田麗奈）
（第11話）
填詞、作曲：YM，編曲：隱世遼平，主唱：μ（上田麗奈）
（第12話）
填詞、作曲：cosMo@暴走P，編曲：RegaSound，主唱：μ（上田麗奈）

#### 各話列表
| 話數   | 日文標題 | 中文標題                                                                      | 劇本       | 分鏡                                  | 演出                                  | 作畫監督 |
| ------ | -------- | ----------------------------------------------------------------------------- | ---------- | ------------------------------------- | ------------------------------------- | --- |
| 第1話  |          | 失去冷靜的話， 就無法抵達真實與真理。                                         | 待田堂子   | 和田純一                              | 美甘義人                              | 田邊謙司、中野圭哉 長田好弘 |
| 第2話  |          | 不安、 焦躁之類的負面感情會傳播給他人。                                       | 竹内利光   | 菅原靜貴                              | 菅原靜貴                              | 田村一彥、石田啟一 伊藤亞矢子、FAI |
| 第3話  |          | 為何而生？ 越是對人生追根究底， 越會陷入混亂。                                | 永井真吾   | 石川俊介                              | 石川俊介                              | 坂本廣美、坂本俊太 式地幸喜、長坂寬治 長田好弘、中島裕理 田村一彥 |
| 第4話  |          | 不認同自己存在的人， 永遠都無法得到他人的尊敬。                               | 望月真理子 | 日巻裕二、和田純一                    | 小野田雄亮                            | Hong Insu、谷口繁則 今泉龍太、野村美織 高橋宏郁、山本道隆 渡邊一平太、式地幸喜 長坂寬治、田村一彥 坂本廣美、田邊謙司                                                     |
| 第5話  |          | 任何人都會受傷， 但意識不到自己受傷的人永遠無法抹平傷口。                     | 竹内利光   | 關野圭一                              | 關野圭一                              | 小畑賢、桐谷真咲 挽本敦子、坂友加里 谷口律子、白濱穗積 西山忍、大河原晴男 松下純子、服部益美 長坂寬治                                                                    |
| 第6話  |          | 勇往直前的態度並不意味著前進， 掌握狀況也是當中重要的一環。                   | 待田堂子   | 安田賢治、和田純一                    | 近藤一英                              | 長田好弘、式地幸喜 石田啟一、長坂寬治 伊藤亞矢子、田村一彥 田邊謙司 |
| 第7話  |          | 陷入絕望的情況時， 滿滿笑臉是必要的。                                         | 永井真吾   | 安田賢司、加瀨充子 美甘義人、和田純一 | 美甘義人                              | 石田啟一、伊藤亞矢子 坂本廣美、式地幸喜 田村一彥、長坂寬治 長田好弘、渚美帆                                                                                              |
| 第8話  |          | 人生並不能按照他人的設計圖畫下去。 無論多麼幼稚，也應該自己來描繪自己的人生。 | 望月真理子 | 清水聰                                | 黑田幸生                              | 永井泰平、野上慎也 山本径子、飯飼一幸 邸明哲、安斉佳 桝井一平、小林ゆかり 清水惠三藏                                                                                     |
| 第9話  |          | 即便事情已經發生了， 之後你也可以選擇自己該做什麼。                           | 竹内利光   | 倉川英揚                              | 三鹽天平                              | 石田啟一、伊藤亞矢子 加藤弘將、坂本廣美 式地幸喜、田村一彥 長坂寬治 |
| 第10話 |          | 卡里古拉                                                                      | 待田堂子   | 加瀨充子                              | 三鹽天平、成田巧                      | 石田啟一、伊藤亞矢子 加藤弘將、坂本廣美 式地幸喜、田村一彥 長坂寬治、Azeta Pictures 渡邊一平太、谷口繁則 中村優作、山本道隆 高橋宏郁、中野人志 平野翔、今泉龍太 森谷春樹 |
| 第11話 |          | 人們總是追求著正確答案。 但是，得到正確答案真的就能滿足了嗎?                  | 永井真吾   | 吉村愛 奥野浩行 和田純一              | 球野孝弘                              | 石田啓一、伊藤亞矢子 加藤弘將、式地幸喜 長田好弘、長坂寬治 |
| 第12話 |          | 毀滅理想， 回歸現實—                                                          | 待田堂子   | 關野關十 吉村愛 和田純一              | 江副仁美、美甘義人 三鹽天平、和田純一 | 伊藤亞矢子、加藤弘將 嘉手苅睦、坂本俊太 坂本廣美、式地幸喜 田村一彥、塚本步 長坂寬治、長田好弘 ハリュー                                                                  |

#### 播放電視台
日本深夜動畫：下文記載的日本国内播放時間使用日本標準時間（UTC+9）表示。因為部分時間标识會採用30小时制，因此請留意这类超过24:00的时间，其實際播放時間為翌日清晨。
| 播放日期       | 播放時間                 | 播放電視台              | 播放區域   | 備註                          |
| -------------- | ------------------------ | ----------------------- | ---------- | ----------------------------- |
| 2018年4月8日 - | 星期日深夜 23:30 - 24:00 | 東京都會電視台/TOKYO MX | 東京都     | 製作参加                      |
| 2018年4月9日 - | 星期一深夜 24:00 - 24:30 | BS富士                  | 日本全國   | 衛星電視 / 『アニメギルド』枠 |
|                |                          | AT-X                    | 日本全國   | 衛星電視 / 節目有重播         |
|                | 星期一深夜 26:29 - 26:59 | 讀賣電視台              | 近畿廣域圏 | 『MANPA』第2部                |

#### 藍光&DVD
| 卷數 | 發售日期       | 收錄話數       | 規格編號   | 規格編號   |
| 卷數 | 發售日期       | 收錄話數       | 藍光版     | DVD版      |
| ---- | -------------- | -------------- | ---------- | ---------- |
| 1    | 2018年6月20日  | 第1話、第2話   | PCXP-50611 | PCBP-53901 |
| 2    | 2018年7月18日  | 第3話、第4話   | PCXP-50612 | PCBP-53902 |
| 3    | 2018年8月17日  | 第5話、第6話   | PCXP-50613 | PCBP-53903 |
| 4    | 2018年9月19日  | 第7話、第8話   | PCXP-50614 | PCBP-53904 |
| 5    | 2018年10月17日 | 第9話、第10話  | PCXP-50615 | PCBP-53905 |
| 6    | 2018年11月21日 | 第11話、第12話 | PCXP-50616 | PCBP-53906 |

## 外部連結
- 官方网站 （日語）
- 電子遊戲《卡里古拉2》官方網站：日文、繁體中文
- PlayStation 5《卡里古拉》官方網站（日語）
- 電視動畫《卡里古拉》官方網站 （页面存档备份，存于）（日語）
- 電視動畫《卡里古拉》官方的X（前Twitter）（日語）